# Anisotes zenkeri
Espèce
Synonymes
- Himantochilus zenkeri Lindau[1]

Statut de conservation UICN

 EN B1ab(iii)+2ab(iii) : En danger
Anisotes zenkeri (Lindau) C.B.Clarke est une espèce de plantes à fleurs de la famille des Acanthaceae et du genre Anisotes, endémique du Cameroun.

## Nomenclature
Cette espèce décrite en 1900 par Gustav Lindau sous le nom de Himantochilus zenkeri a été ensuite transférée dans le genre Anisotes par Clarke. Elle porte les noms etolu, ndolu ou tolu en langue baka.

## Description
C'est une herbe robuste qui peut atteindre 2 m de hauteur. Les feuilles peuvent mesurer jusqu'à 35 centimètres, tandis que le pétiole peut mesurer 3,80 centimètres. Les fleurs sont de couleur vieil orangé doré.

## Répartition et habitat
Relativement rare, cette plante à fleur, qui se retrouve dans les forêts tropicales, est endémique au Cameroun. 

## Étymologie
L'épithète spécifique zenkeri lui a été donnée en hommage au botaniste allemand du XIXe siècle Jonathan Carl Zenker.